# XV століття
XV століття — останнє століття Середньовіччя, епоха Відродження, початок Доби великих географічних відкриттів.

## Події

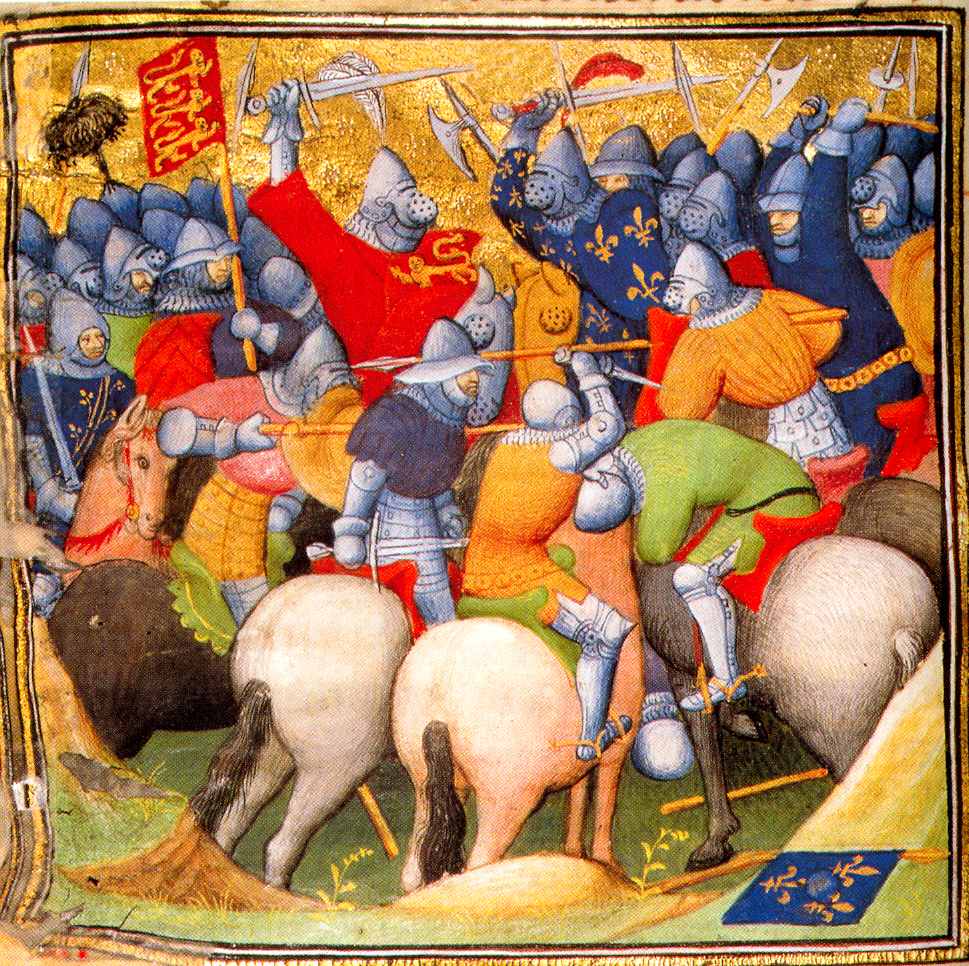
Баталія при Кресі в ході 100-літньої війни.

### Світова історія
- Встановлення імперії Тамерлана

### Історія Європи
- Перші офіційні відомості про появу козаків у пониззі Дніпра.
- Інтенсивне господарського освоєння українських земель на Подніпров'ї і Задніпров'ї[1].
- Падіння (захоплення турками) Константинополя, зникнення з карти Європи Візантії. Після падіння Візантійської імперії європейські міста розпочинають енергійні пошуки сільськогосподарських ринків, які б компенсували для них втрату візантійського зерна та худоби. Актуальності проблемі додає швидке зростання чисельності населення європейських міст, зачеплених розвитком торгівельних відносин. Внаслідок цього європейська торговельна кон'юнктура складається таким чином, що динаміка зростання цін на сільськогосподарську продукцію швидко прогресує, і триває цей процес доволі довго. Так, навіть за другу половину XVI ст. ціни на зерно на європейських ринках виросли в 3–5 рази[1].
- Нове економічне закріпачення: повторне впровадження кріпацтва, а також посилення його форм там, де воно існувало раніше. Негативні наслідки європейського економічного піднесення зазнали також селяни Галичини та Західного Поділля. Тут уже на рубежі XV—XVI ст. активно впроваджується так званий фільварковий тип господарювання[1][2].

Війни
- Закінчення Столітньої війни
- Війна червоної та білої троянд в Англії
- Московсько-новгородські війни

#### Історія Англії
- Огороджування

### Винаходи і відкриття
- Винайдення португальцями каравели.
- Відкриття Америки та прокладення морського шляху до Індії; Європа наповнюється величезною кількістю привезених із заморських колоній золота та коштовностей[1]
- Винахід книгодрукування

## Відомі особи

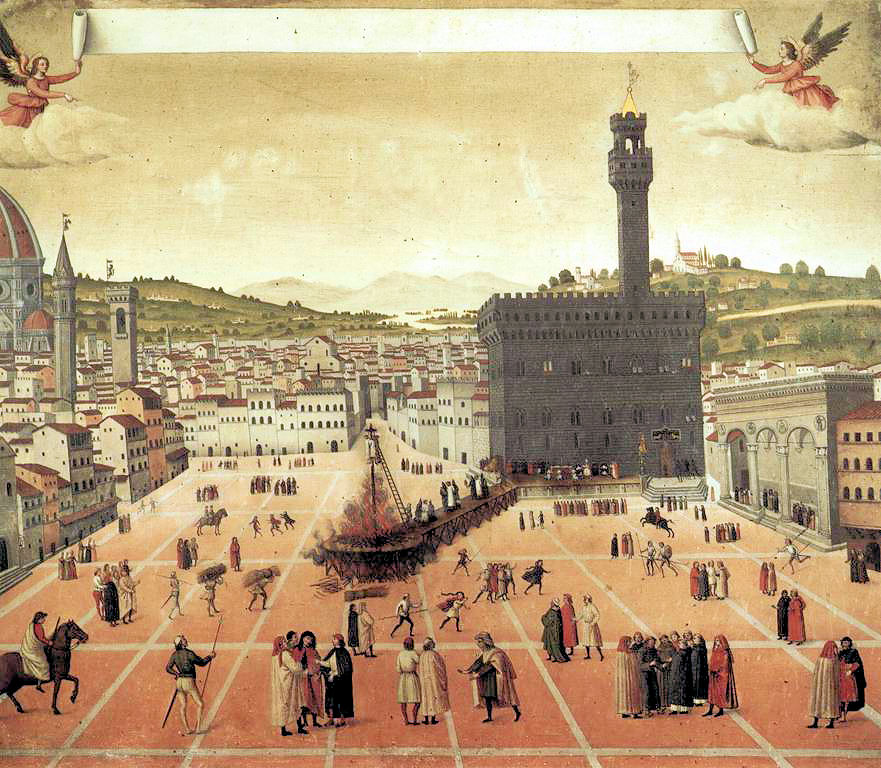
Спалення Савонароли у 1498 р.

- Жанна д'Арк, страчена у 1431 році.
- Карл VII (король Франції) у 1422—1461 рр.
- Козімо Медічі, прихований володар Флоренції.
- Миколай V, перший папа римський — гуманіст. Проголошений засновником Ватиканської бібліотеки.
- Альберті Леон-Баттіста, гуманіст, архітектор, письменник, теоретик мистецтв.
- Джованні Піко делла Мірандола, гуманіст, філософ.
- Лоренцо Медічі, спадкоємець влади Козімо Медічі.
- Папа римський Сікст IV, замовник Сикстинської капели у Ватикані.
- Папа римський Олександр VI Борджа, розбещений та карколомний.
- Джироламо Савонарола (1452—1498), монах відступник, ватажок релігійних заворушень у Флоренції, страчений через спалення у 1498 р.

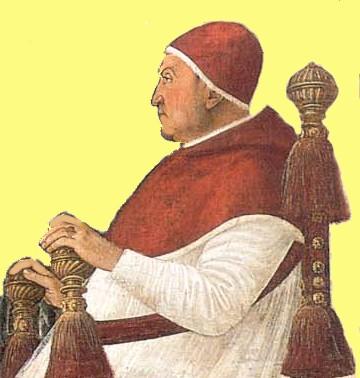
Папа римський Сікст IV
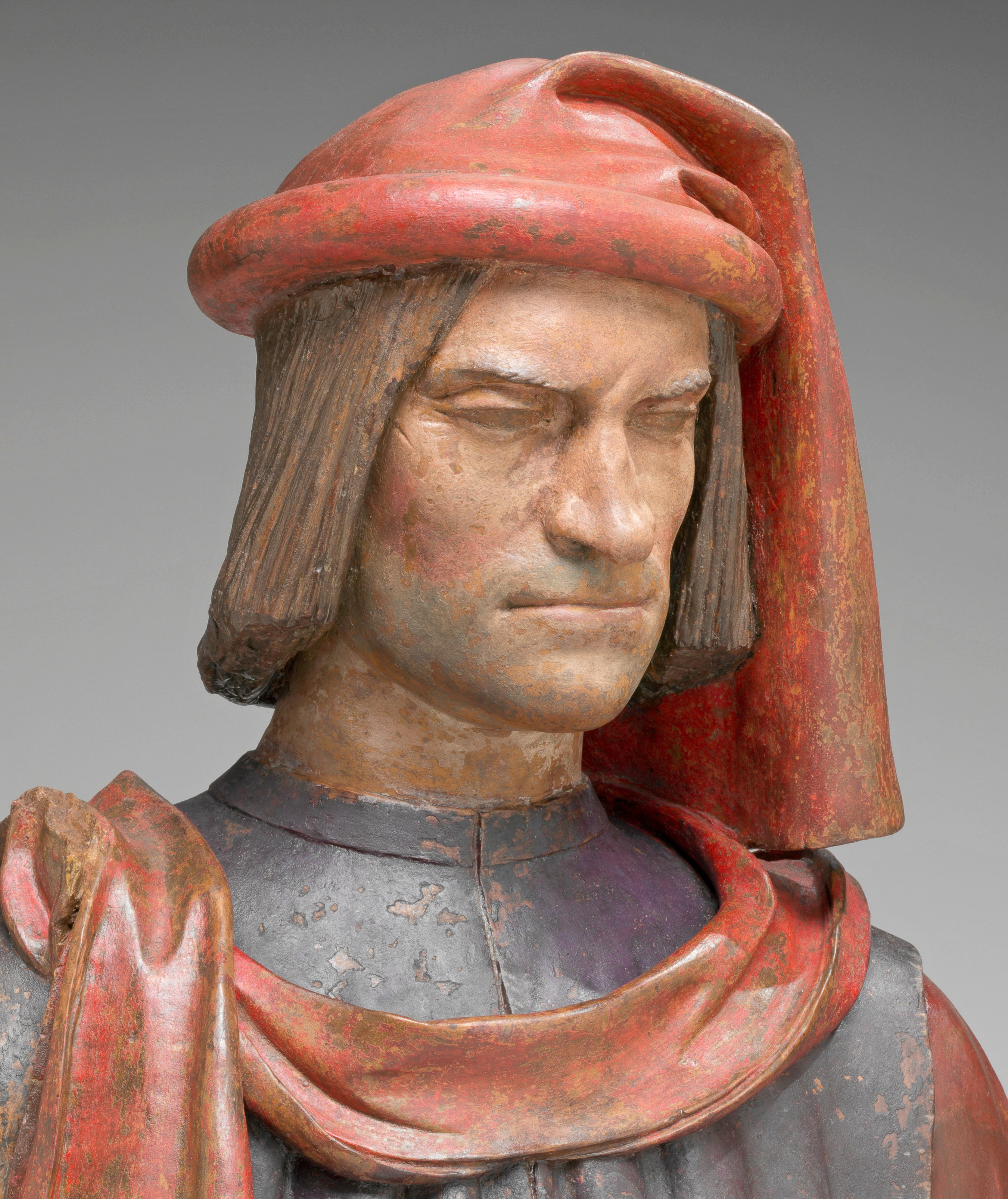
Лоренцо Медічі
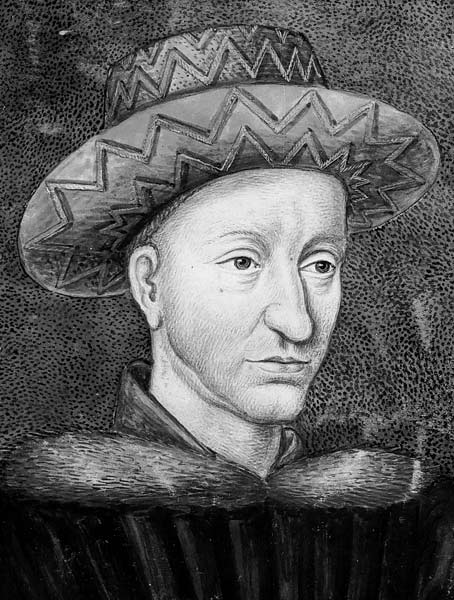
Карл VII (король Франції)
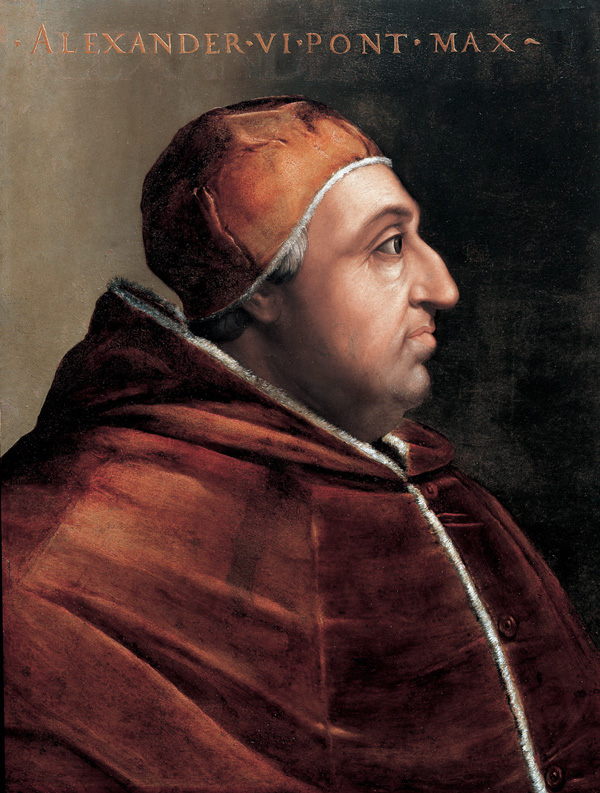
Папа римський Олександр VI Борджа

## Літератори
- Франсуа Війон, французький поет.

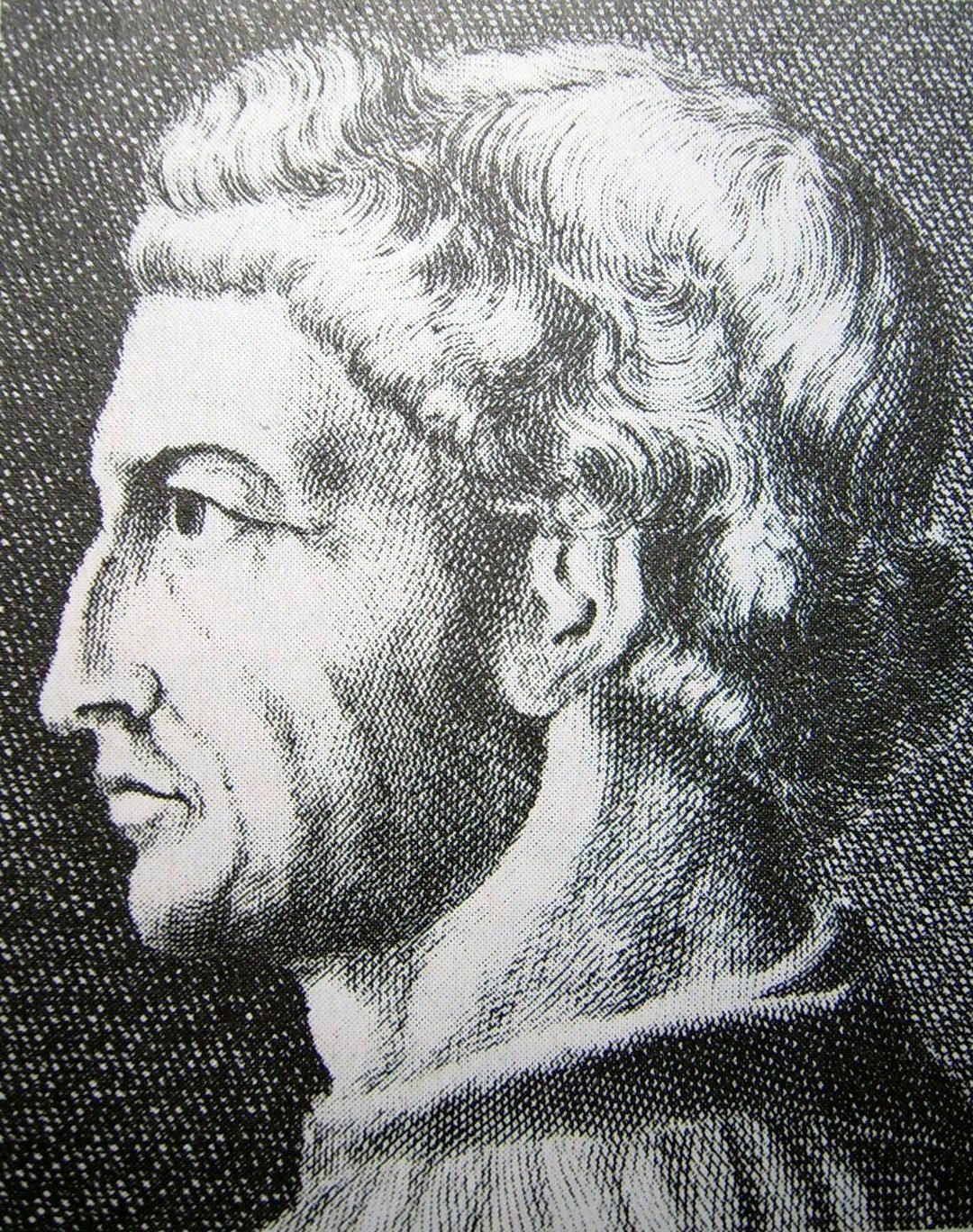
Альберті Леон-Баттіста

- Альберті Леон-Баттіста, письменник, теоретик мистецтв.

## Гуманісти Італії
- Джованні Бокаччо (1313—1375)
- Колюччо Салютаті (1331—1405), письменник і філософ
- Віссаріон Нікейський (1403—1472), кардинал, перекладач, благодійник
- Константин Ласкаріс (1434—1501), викладач, автор першого підручника грецької мови
- Лоренцо Валла (1407—1457)
- Джованні Ауріпа (1376—1459)
- Флавіо Бйондо (1392—1463)
- Миколай V (Томазо Парентучеллі, 1397—1455), римський папа
- П'єтро Бембо (1470—1547), кардинал, поет, теоретик літератури
- Анджело Поліціано (1454—1594)
- Франческо Гвічардіні (1483—1540), дипломат, історик
- Джованні Понтано (1426—1503)

## Відомі скульптори
- Якопо делла Кверча (1371—1438)
- Лоренцо Гіберті (1381—1455)
- Донателло (1386—1466)
- Лука делла Роббіа (1440—1482)
- Антоніо Росселліно (1427—1478)
- Андреа делла Роббіа (1435—1525)
- Дезідеріо да Сеттіньяно (1430—1464)
- Андреа дель Верроккйо (1435—1488)

## Відомі архітектори
- Філіппо Брунеллескі (1377—1446)
- Альберті Леон-Баттіста (1404—1472)
- Філарете (1400—1469)
- Лучано да Лаурана, палац в Урбіно.
- Донато Браманте (1444—1514)
- Бернардо Роселліно, собор і палац в місті П'єнца.
- Арістотель Фіораванті, інженер та архітектор.

## Художники Італії (кватроченто)
- Джуліано Пезелло (бл. 1367—1446)
- Паоло Учелло (1397—1475)
- Мазаччо (1401—1428)

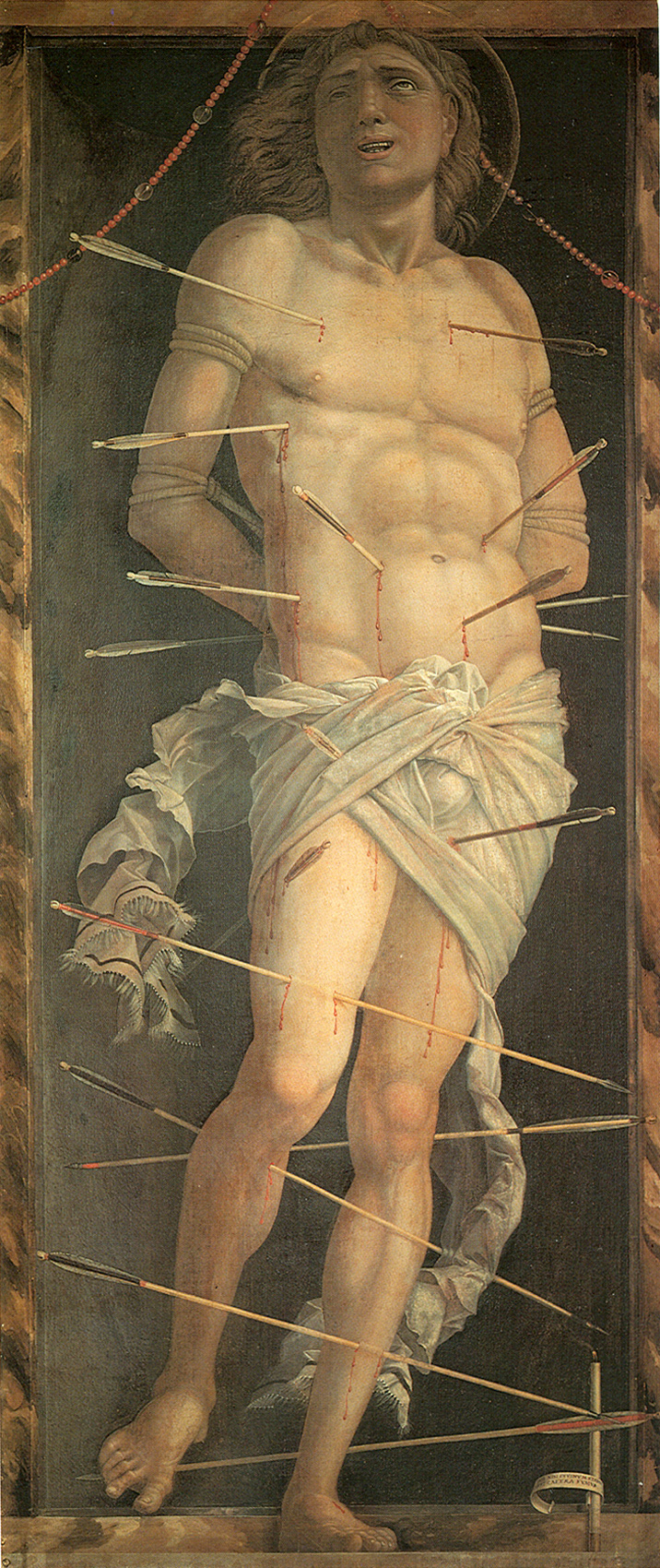
Андреа Мантенья, «Розстріл Святого Себастьяна»

- Колантоніо (мешкав і працював у Неаполі в 1420—1460 рр.)
- Маестро дель Оссерванца (1405—1481)
- Андреа дель Кастаньо (1423—1457)
- Ерколє де Роберті (бл. 1450—1496)
- Козімо Тура (1430—1495)
- П'єро делла Франческа (бл. 1420—1492)
- Карло Крівеллі (1430/1435—1495)
- Фра Беато Анджеліко (1400—1455)
- Мелоццо да Форлі (1438—1494)
- Йоос ван Вассенхов (бл. 1410 — бл. 1480)
- Алессо Бальдовінетті (1425—1499)
- Доменіко Венеціано (1410—1461)
- Беноццо Гоццолі (1420—1497)
- Альвізе Віваріні (1446—1502)
- Ладзаро Бастіані (1429—1512)
- Філіппо Ліппі (1406—1469)
- Пінтуріккіо (1454—1513)
- Вітторе Карпаччо (бл. 1455—1526)
- Мелоццо да Форлі (1438—1494)
- Лука Сіньореллі (1445/1450—1523)
- Антоніо Поллайоло (1433—1498)
- Марко Пальмеццано (1459—1539)
- П'єтро Перуджино (1446—1523)
- Філіппіно Ліппі (бл. 1457—1504)
- Антонелло да Мессіна (1430—1479)
- Андреа Мантенья (1431—1506)
- Джованні Белліні (1430—1516)
- Леонардо да Вінчі (1452—1519)
- Сандро Боттічеллі (1444—1510)
- Доменіко Гірляндайо (1449—1494)
- Рафаель Санті (1483—1520)

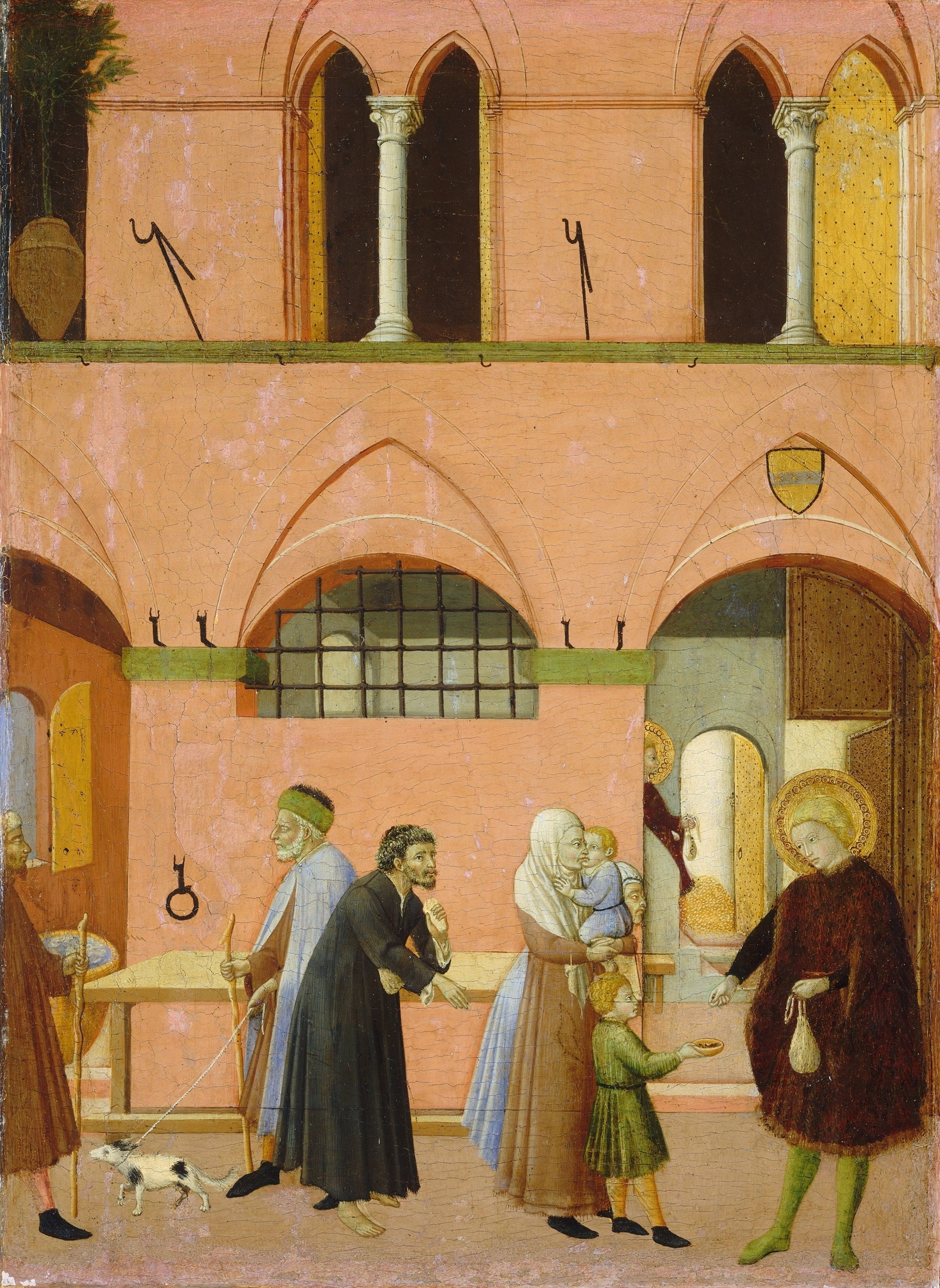
Маестро дель Оссерванца. «Св. Антоній роздає власні багатства нудженним», бл. 1435 р., Національна галерея мистецтв, Вашингтон, США
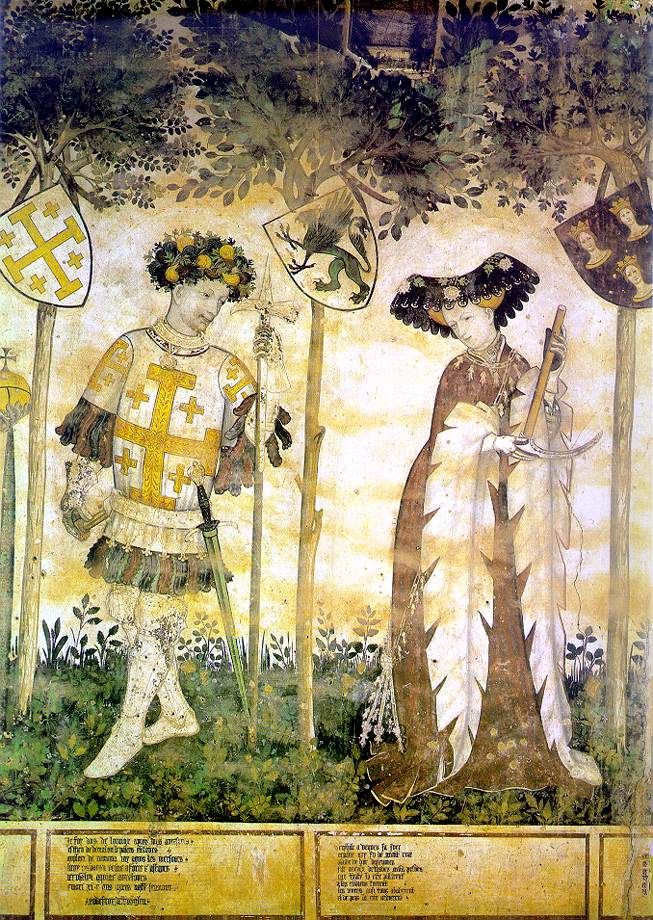
Жак Іверні. Фрагмент фрески «Дев'ять героїв і дев'ять уславлених жінок минулого», до 1420 р., замок Манта, південний П'ємонт, Італія.
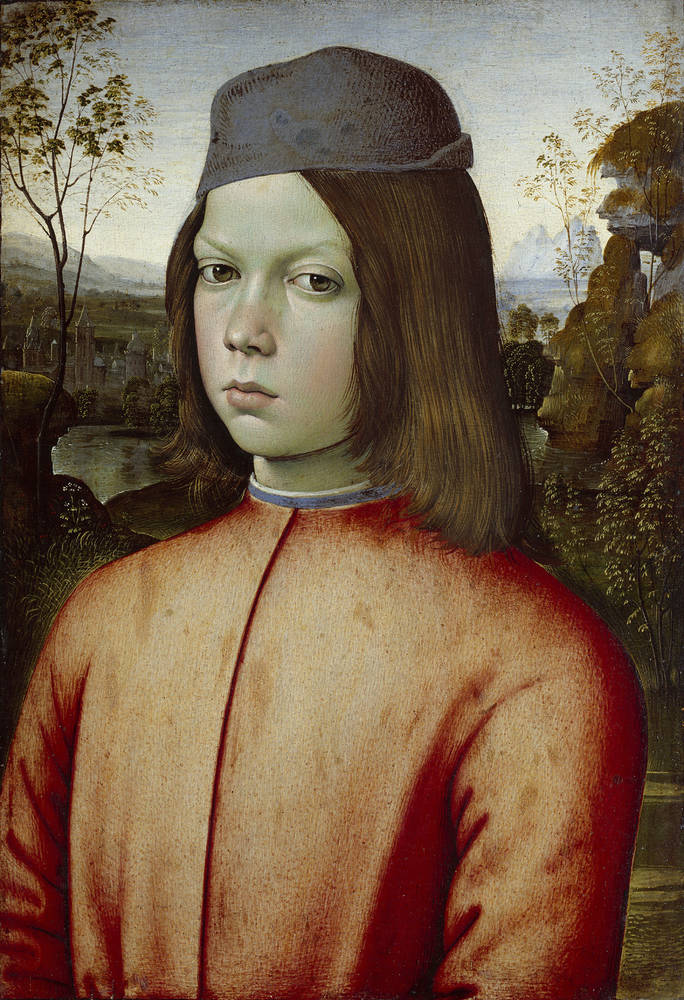
Пінтуріккйо. «Портрет підлітка»
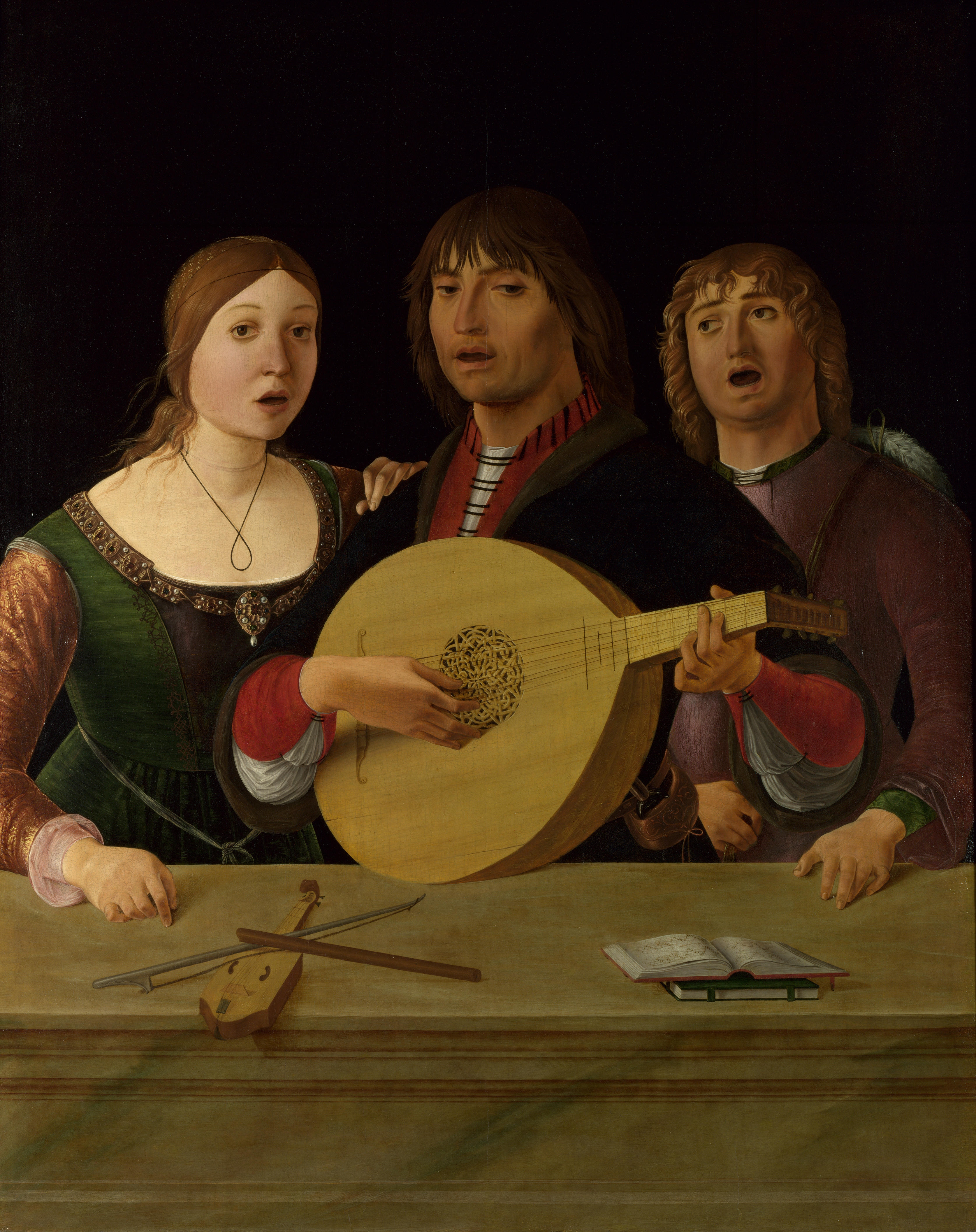
Ерколе де Роберті. «Концерт»
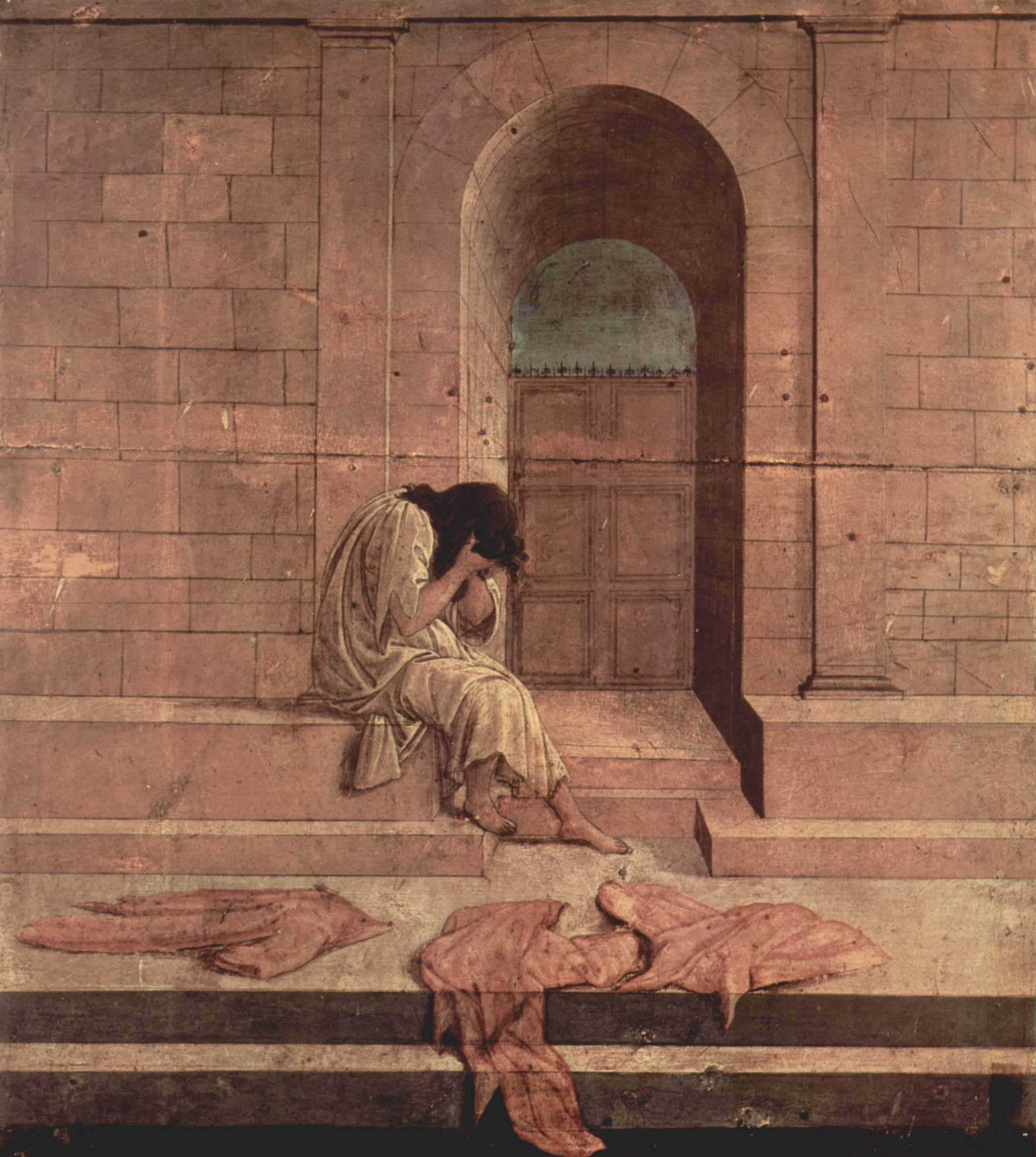
Сандро Боттічеллі. «Вигнанка»
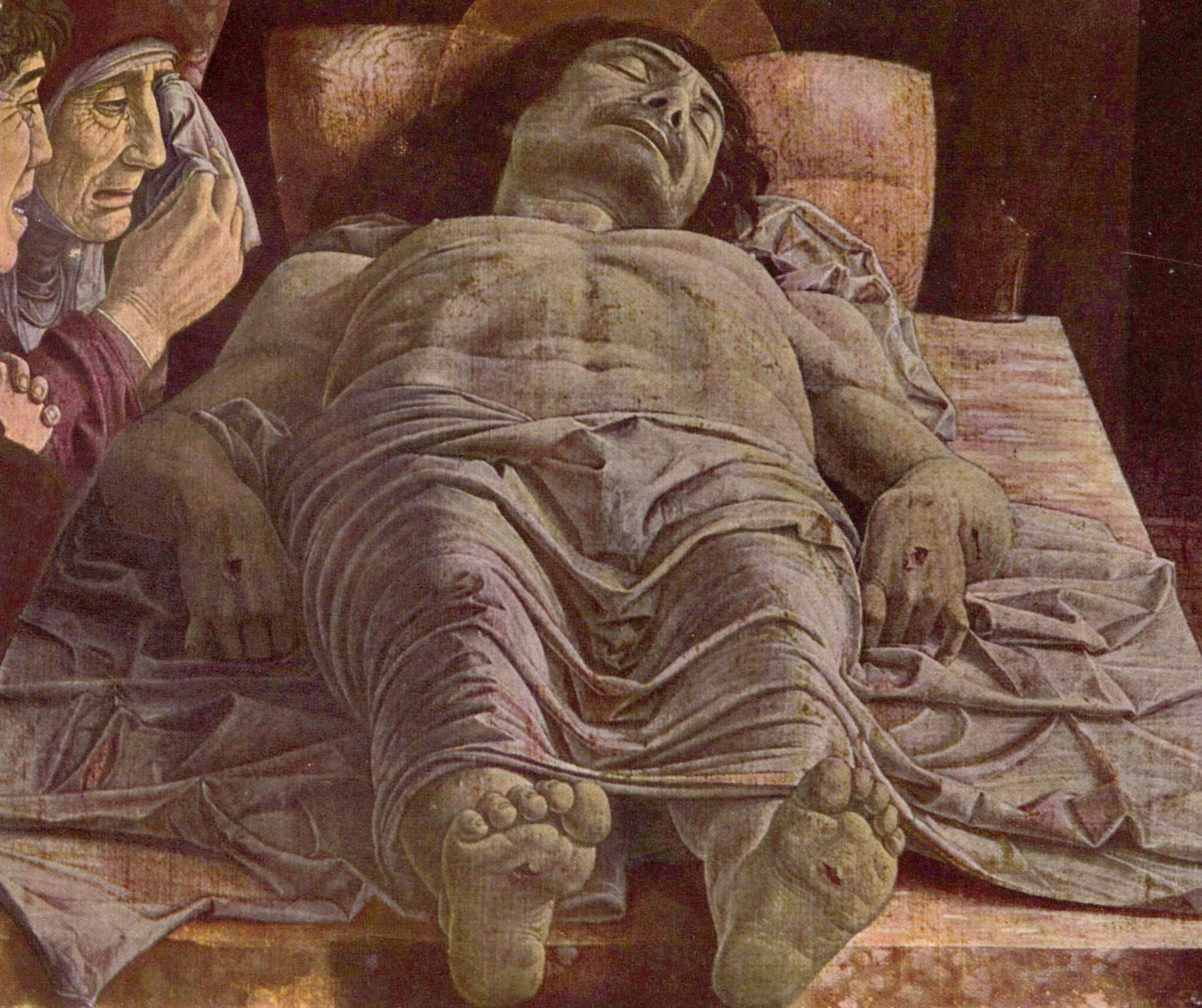
Андреа Мантенья. «Мертвий Христос»

## Художники інших країн
- Жак Іверні (Jacques Iverny, початок XV ст.)
- Ян ван Ейк (1390—1441), Нідерланди
- Жан Малуель (1370—1415)
- Рогір ван дер Вейден (1400—1464)
- Ієронімус Босх (бл. 1450—1516)
- Штефан Лохнер (1400/1410—1451)
- Майстер домової книги (бл. 1445 — бл. 1505)
- Робіне Тестар (1450—1531), Франція
- Йос Ліферінкс, Марсель, помер до 1508 р.
- Ганс Мемлінг (1433/1435—1494)

## Відомі графіки
- Майстер домової книги (бл. 1445 — бл. 1505)
- Андреа Мантенья (1431—1506)
- Мартин Шонгауер (1435—1491)
- Майстер E S друга третина XV ст., Німеччина
- Альбрехт Дюрер (1471—1528)
- Ганс Бургмайєр старший (1473—1531)